# منزل موسي (إب)

تعديل مصدري - تعديل

منزل موسي هي إحدى قرى عزلة ريمان بمديرية إب التابعة لمحافظة إب، بلغ تعداد سكانها 605 نسمة حسب تعداد اليمن لعام 2004.